# Карлссон, Фрида
Фри́да Ка́рлссон (швед. Frida Karlsson; род. 10 августа 1999, Соллефтео, Вестерноррланд) — шведская лыжница, трёхкратная чемпионка мира, многократный призёр чемпионатов мира, бронзовый призёр Олимпийских игр 2022 года в эстафете. Трёхкратная чемпионка мира среди юниоров 2018 и 2019 годов. Победительница многодневки Тур де Ски в сезоне 2022/2023. 

## Спортивная карьера
До 2016 года серьёзно занималась лёгкой атлетикой: на юношеском чемпионате Европы 2016 года была шестой в финале бега на 3000 метров.
Фрида Карлссон впервые поднялась на подиум международных соревнований на юниорском чемпионате мира 2018 года, где она стала чемпионкой в скиатлоне и дважды бронзовым призером в спринте и эстафете. На следующем чемпионате мира среди юниоров 2019 года в Лахти она выиграла две золотые медали в индивидуальных гонках и бронзу в эстафете. 
Сразу после юниорского чемпионата мира 17 февраля 2019 года Фрида дебютировала на этапе Кубка мира в итальянском Коне, где заняла 7-е место в раздельной гонке на 10 км классическим стилем, и в последний момент была включена в состав сборной Швеции на взрослый чемпионат мира в Зефельде.
На чемпионате мира по лыжным видам спорта 2019 года в австрийском Зефельде Фрида произвела настоящий фурор, выиграв полный комплект медалей. В своей первой гонке Карлссон заняла 5-е место в скиатлоне (лучшая среди шведок, менее 10 сек проигрыша серебряному призёру), а уже в следующей гонке стала серебряным призёром в 10-километровой разделке классикой, проиграв 12,2 сек только знаменитой Терезе Йохауг. 28 февраля была включена в составе сборной Швеции на эстафетную гонку, где пробежала второй этап классическим стилем. На финише победу Швеции принесла Стина Нильссон, таким образом, Карлссон в возрасте 19 лет стала чемпионкой мира. В последней гонке на 30 км свободным стилем Фрида заняла третье место после норвежек Терезы Йохауг и Ингвильд Эстберг.

## Результаты на крупнейших соревнованиях

### Олимпийские игры
| Олимпийские игры | Спринт | Командный спринт | 10 км раздельный старт | 7.5+7.5 км скиатлон | 30 км масс-старт | Эстафета |
| ---------------- | ------ | ---------------- | ---------------------- | ------------------- | ---------------- | -------- |
| 2022 Пекин       | —      | —                | 12                     | 5                   | —                | 3        |

### Чемпионаты мира по лыжным видам спорта
13 медалей (3 золотые, 5 серебряных, 5 бронзовых)
| Чемпионат мира  | Спринт | Командный спринт | 10 км раздельный старт | 7.5+7.5 км скиатлон | 30/50 км масс-старт | Эстафета |
| --------------- | ------ | ---------------- | ---------------------- | ------------------- | ------------------- | -------- |
| 2019 Зеефельд   | —      | —                | 2                      | 5                   | 3                   | 1        |
| 2021 Оберстдорф | —      | —                | 2                      | 2                   | 3                   | 6        |
| 2023 Планица    | —      | —                | 2                      | 2                   | 3                   | 3        |
| 2025 Тронхейм   | —      | —                | 3                      | 4                   | 1                   | 1        |

### Кубок мира

#### Результаты сезонов
| Сезон | Возраст |             |           |        |     | Зачёты туров   | Зачёты туров | Зачёты туров | Зачёты туров     |
| Сезон | Возраст | Общий зачёт | Дистанция | Спринт | U23 | Nordic Opening | Тур де Ски   | Ски Тур 2020 | Финал Кубка Мира |
| ----- | ------- | ----------- | --------- | ------ | --- | -------------- | ------------ | ------------ | ---------------- |
| 2019  | 19      | 40          | 39        | 41     | 7   | —              | —            | н/д          | 9                |
| 2020  | 20      | 22          | 15        | Н/А    | 3   | 8              | —            | Н/Ф          | Н/А              |
| 2021  | 21      | 16          | 13        | 28     | 3   | 4              | Н/Ф          | —            | Н/А              |

#### Подиумы
| #. | Сезон     | Дата                            | Место                   | Гонка                       | Место |
| -- | --------- | ------------------------------- | ----------------------- | --------------------------- | ----- |
| 1  | 2019/20   | 7 марта 2020                    | Осло, Норвегия          | 30 км масс-старт К          | 1     |
| 2  | 2020/21   | 28 ноября 2020                  | Рука, Финляндия         | 10 км К                     | 2     |
| 3  | 2020/21   | 3 января 2021                   | Валь Мюстаир, Швейцария | 10 км преследование С       | 3     |
| 4  | 2021/22   | 27 ноября 2021                  | Рука, Финляндия         | 10 км К                     | 1     |
| 5  | 2021/22   | 28 ноября 2021                  | Рука, Финляндия         | 10 км преследование С       | 2     |
| 6  | 2021/22   | 4 декабря 2021                  | Лиллехаммер, Норвегия   | 10 км С                     | 1     |
| 7  | 2021/22   | 12 декабря 2021                 | Давос, Швейцария        | 10 км С                     | 3     |
| 8  | 2021/22   | 31 декабря 2021                 | Оберстдорф, Германия    | 10 км масс-старт С          | 2     |
| 9  | 2022/2023 | 26 ноября 2022                  | Рука, Финляндия         | Разделка 10 км К            | 2     |
| 10 | 2022/2023 | 27 ноября 2022                  | Рука, Финляндия         | Гонка преследования 20 км С | 1     |
| 11 | 2022/2023 | 4 декабря 2022                  | Лиллехаммер, Норвегия   | Масс-старт 20 км К          | 1     |
| 12 | 2022/2023 | 10 декабря 2022                 | Бейтостолен, Норвегия   | Разделка 10 км К            | 3     |
| 13 | 2022/2023 | 1 января 2023                   | Валь Мюстаир, Швейцария | Гонка преследования 10 км К | 3     |
| 14 | 2022/2023 | 3 января 2023                   | Оберстдорф, Германия    | Разделка 10 км К            | 1     |
| 15 | 2022/2023 | 4 января 2023                   | Оберстдорф, Германия    | Гонка преследования 20 км С | 1     |
| 16 | 2022/2023 | 7 января 2023                   | Валь ди Фьемме, Италия  | Масс-старт 15 км К          | 2     |
| 17 | 2022/2023 | 31 декабря 2022 – 8 января 2023 | Тур де Ски              | Общий зачёт                 | 1     |

К - классический стиль
С - свободный стиль
| 2019/2020 Итоги | 2019/2020 Итоги | Рука   | Рука         | Рука        | Тур  | Лил | Лил | Давос  | Давос        | Планица | Планица | Ленцерхайде | Ленцерхайде | Тоблах       | Тоблах      | Валь-ди-Фьемме | Валь-ди-Фьемме | Валь-ди-Фьемме | Тур де Ски | Дрезден | Дрезден | Нове-Место   | Нове-Место  | Оберстдорф | Оберстдорф | Фалун  | Фалун        | Эстерсунд    | Эстерсунд   | Оре    | Сторлиен    | Тронхейм | Тронхейм    | Ски Тур | Лахти        | Лахти | Драммен | Хольменколлен | Квебек | Квебек | Миннеаполис | Финал Кубка мира | Кэнмор      | Кэнмор      |
| Очков           | Место           | Спр КС | 10 км Инд КС | 10 км Пр СС | Итог | Ск  | Эст | Спр СС | 10 км Инд СС | Спр СС  | КСпр CС | 10 км МС СС | Спр СС      | 10 км Инд СС | 10 км Пр КС | 10 км МС КС    | Спр КС         | 9 км МС СС     | Итог       | Спр СС  | КСпр СС | 10 км Инд КС | 10 км Пр СС | Ск         | Спр КС     | Спр КС | 15 км Инд СС | 10 км Инд СС | 10 км Пр КС | Спр СС | 38 км МС СС | Спр КС   | 15 км Пр КС | Итог    | 10 км Инд КС | Эст   | Спр КС  | 30 км МС КС   | Спр КС | Спр СС | Спр СС      | Итог             | 10 км МС СС | 10 км Пр КС |
| 376             | 22              | 40     | 11           | 5           | 8    | —   | —   | —      | —            | —       | —       | —           | —           | —            | —           | —              | —              | —              | —          | —       | —       | —            | —           | —          | —          | —      | 9            | 19           | 13          | Н/С    | —           | —        | —           | —       | 4            | —     | —       | 1             | —      | —      | —           | —                | —           | —           |

| 2018/2019 Итоги | 2018/2019 Итоги | Рука   | Рука         | Лил    | Лил          | Лил         | Тур  | Бейтостолен  | Бейтостолен | Давос  | Давос        | Тоблах | Тоблах       | Валь-Мюстаир | Обер        | Обер        | Валь-ди-Фьемме | Валь-ди-Фьемме | Тур де Ски | Дрезден | Дрезден | Отепя  | Отепя        | Ульрисехамн  | Ульрисехамн | Лахти  | Лахти   | Конь   | Конь         | Осло        | Драммен | Фалун  | Фалун        | Квебек | Квебек      | Квебек      | Финал Кубка мира |
| Очков           | Место           | Спр КС | 10 км Инд КС | Спр CС | 10 км Инд СС | 10 км Пр КС | Итог | 10 км Инд СС | Эст         | Спр СС | 10 км Инд СС | Спр СС | 10 км Инд СС | Спр СС       | 10 км МС КС | 10 км Пр СС | 10 км МС КС    | 9 км Пр СС     | Итог       | Спр СС  | КСпр СС | Спр КС | 10 км Инд КС | 10 км Инд КС | Эст         | Спр СС | КСпр КС | Спр СС | 10 км Инд КС | 30 км МС КС | Спр КС  | Спр СС | 10 км Инд СС | Спр СС | 10 км МС КС | 15 км Пр СС | Итог             |
| 169             | 40              | —      | —            | —      | —            | —           | —    | —            | —           | —      | —            | —      | —            | —            | —           | —           | —              | —              | —          | —       | —       | —      | —            | —            | —           |        | —       | —      | 7            | —           | —       | —      | —            | 5      | 17          | 11          | 9                |

## Личная жизнь
На 2022 год Фрида состоит в отношениях с шведским лыжником Вильямом Поромаа. 